# 隠し通路

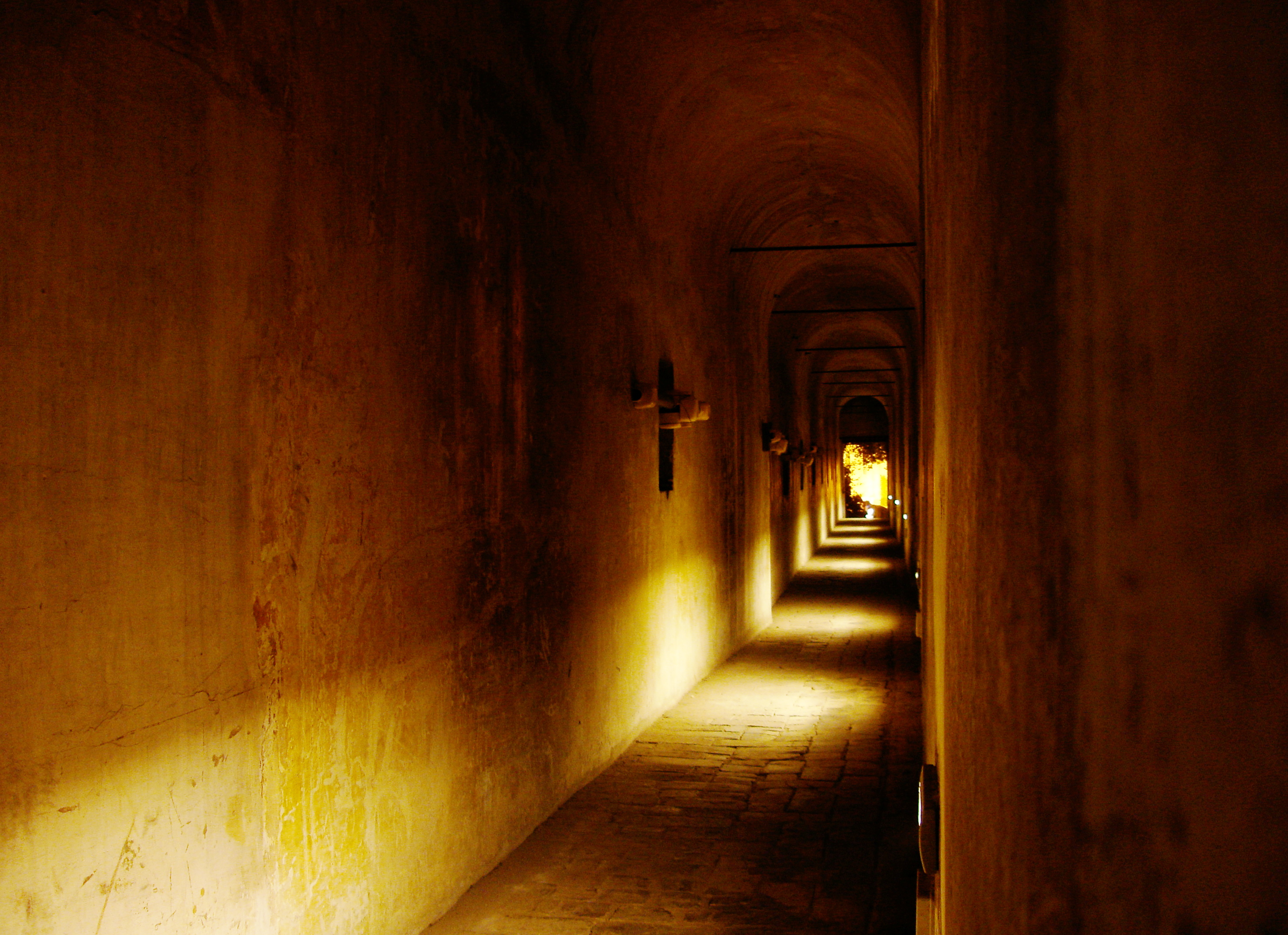
バチカンとローマにあるサンタンジェロ城をつなぐ秘密通路 パセット・ディ・ボルゴ

隠し通路（英語：Secret passage、hidden passages、secret tunnels）とは、秘密の通路、秘密通路とも呼ばれるもので、余人に知られることなく作られた通路である。隠し部屋への入り口、脱出、人目を避け人や物を行き来させるのに使用された。このような通路は、国家元首、裕福な者、犯罪者、身を隠す事情がある人間によって作られた。
このような通路の入り口は、可動式本棚や暖炉、隠し扉、カーペットなどによって巧妙に隠されている。中世の城は設計段階で組み入れられており、水源ともつながって長期的な籠城を可能にした。
伝統的なアラブの家屋には、本棚や窓台や壁にBab irr と呼ばれる脱出用の隠し扉が設置されていた。この名前はアデン（現在のイエメンにある都市）の防壁にある国の防衛上の緊急時にのみ開けられる6つの門の一つから来ている。

## 著名な秘密通路
- ガレリア・ボルボニカ（英語版） - イタリアのナポリ王宮と軍舎をつなぐ秘密通路。現在は博物館。
- ノッティンガム城（モーティマーの穴） - イングランドのエドワード3世派が王妃イザベルとその愛人ロジャー・モーティマーを捕らえる際に使用した城の隠し通路。
- バッキンガム宮殿の応接間の鏡が隠し扉となっており、女王の間と繋がっている他、いくつかの隠し通路が隠されている。
- プエブラのトンネル - 以前から噂があったが、2015年までメキシコ政府によって隠されていた。スペインに侵略されたメキシコ人達が作ったものと言われている[1]。
- パセット・ディ・ボルゴ（英語版） - バチカンのサン・ピエトロ大聖堂とローマにあるサンタンジェロ城をつなぐ秘密通路
- ヴェルサイユ宮殿の隠し通路 - 王妃マリー・アントワネットが脱出に使用したと伝えられる。
- ヴァザーリの回廊（英語版） - イタリアのフィレンツェにあるメディチ家が使用した通路
- モン・サントディール修道院の秘密通路 - 長らく忘れ去られた隠し通路を使用し、修道院の本が盗まれ続けていたことで有名になった。

近代
- ウィンチェスター・ミステリー・ハウス - アメリカ合衆国カリフォルニア州サンノゼにある屋敷。
- スピークイージー - アメリカの禁酒法時代に造られたバーで、表向きの店の隠し通路から出入りした。
- ウォルドルフ＝アストリア - ホテル。大統領が使用する地下鉄駅があった。
- プリマス教会（英語版） - ニューヨーク市ブルックリン区にある奴隷制に反対した教会。オルガンの裏に地下室と繋がる秘密通路があり、南部から逃れた奴隷を匿い、カナダに逃がす地下鉄道の隠れ家(停車駅)the Grand Central Depot （グランド・セントラル駅）として知られた[2]。
- 殺人鬼H・H・ホームズの殺人ホテル「World's Fair Hotel」 - 実際にはホテル内で殺された事実は確認できないが、ホテル内は隠し通路や覗き穴が多数存在した。
- ミハイロフスキー城 - 暗殺を恐れたロシア皇帝パーヴェル1世によって建てられた多くの暗殺防止措置がある城。移住して40日後に暗殺された。
- 円山大飯店 - 台湾にあるホテル。第二次世界大戦を経験した初代中華民国総統蔣介石によって逃走用のトンネルが設置された[3]。

日本
- 熊本城の抜け穴 - 水抜き用の水路とも言われる[4]。
- 上田城の真田井戸[5] - 城外へ通じる抜け穴だとする伝説がある[6]。
- 妙立寺 - 金沢城につながるといわれる井戸、隠し階段など多くの仕掛けを持つことから「忍者寺」とも呼ばれる。
- 東京ディズニーシーのマゼランズというレストランでは、本棚に隠された通路の先で、秘密の部屋での食事が提供されている。

ドイツ
歴史的または考古学的に、多くても12の秘密の通路が知られている。Sigmaringen Castle、ディルスベルク城、プレッドヤマ城の洞窟などがあるが、いくつかは天然の洞窟であったり、鉱山の穴であったり、水路であったりする。また部分的に崩落して、どことつながっていたか不明である場合もある。
近代では、ゼンフテンベルク要塞などがある。
フランス
- ペルペルテューズ城（フランス語版）　- オック語で「穴の開いた石」を意味する。城に行ける通路があったとされるが見つかっていない[9]。

架空、都市伝説
- ヒュリエウスの宝物庫 - ヒュリエウスはギリシア神話に登場するボイオーティア王。宝物庫の建築を依頼された兄弟が隠し通路を作って財産を盗み出した[10][11]。
- 東京地下秘密路線説
- 学校の地下空間 - ミシガン州立大学など各所で秘密の通路があると噂されている。実際には竜巻避難用トンネルであったり、暖気を部屋に通すための物だったりする[12]。
- キングス・クロス駅（9と3/4番線）- 小説『ハリー・ポッター』にてホグワーツ魔法魔術学校行きの電車が出るホームとして有名。

## ギャラリー

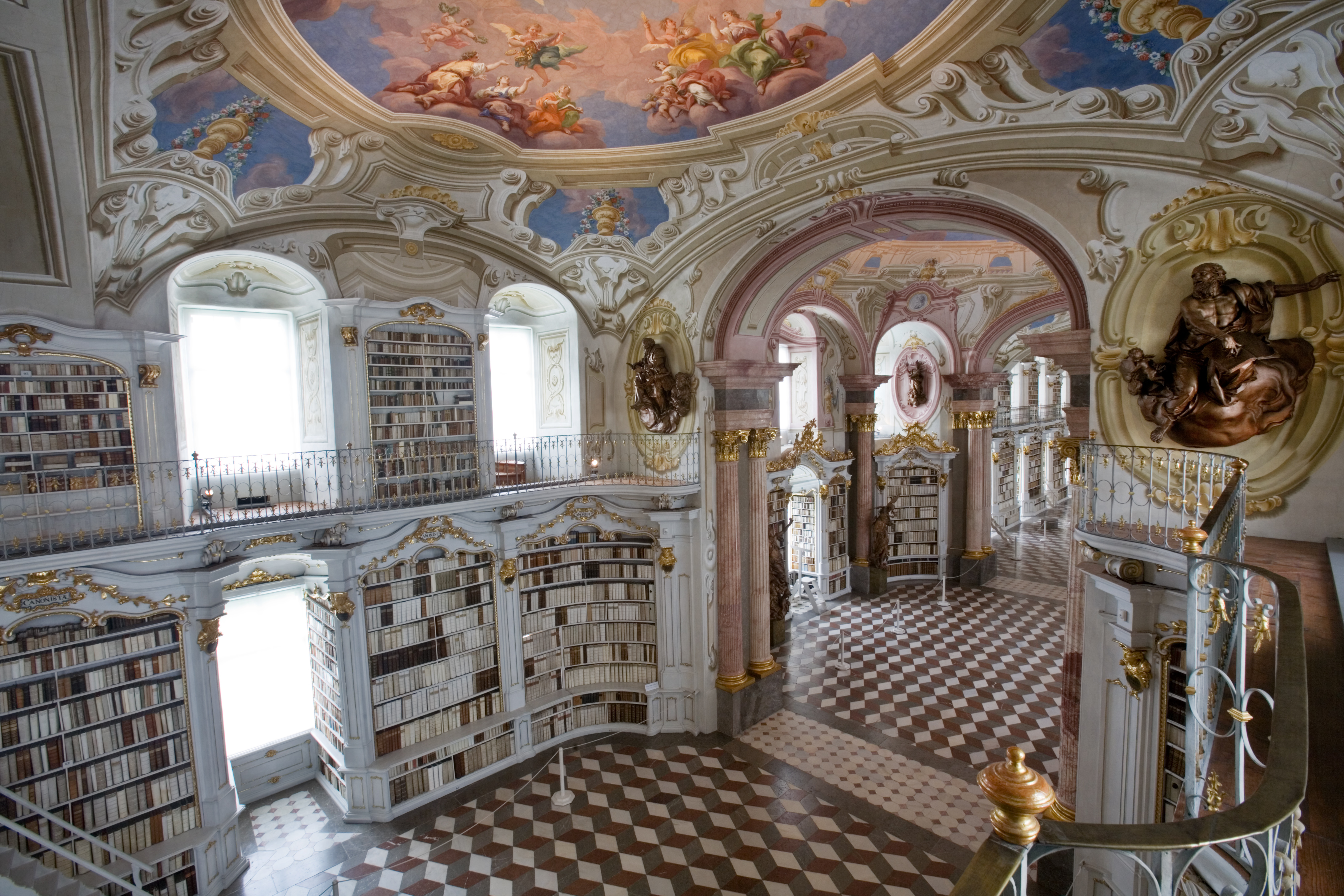
オーストリアのアドモント修道院図書館、地上部の左から3つ目の書架
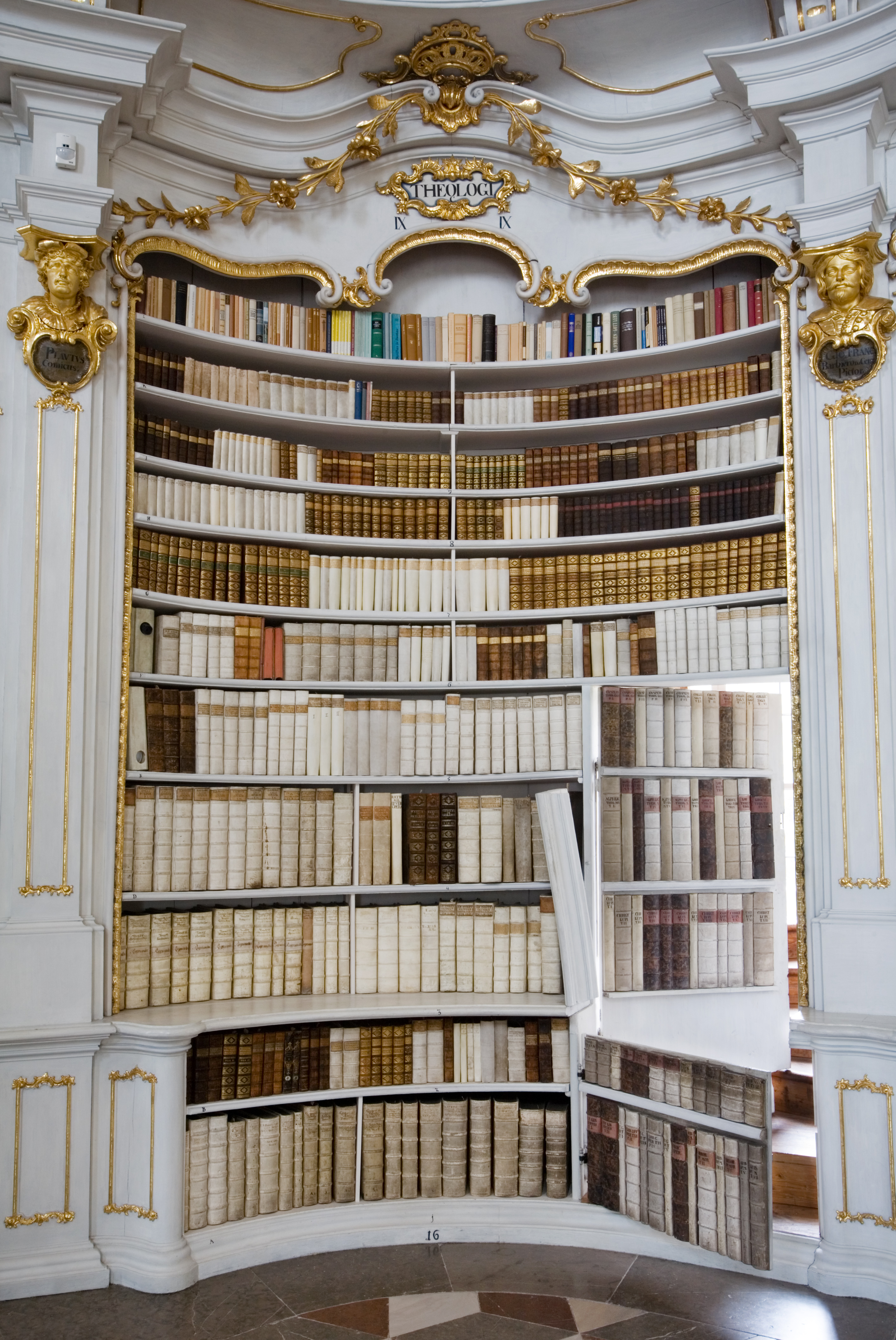
アドモント修道院図書館の秘密通路
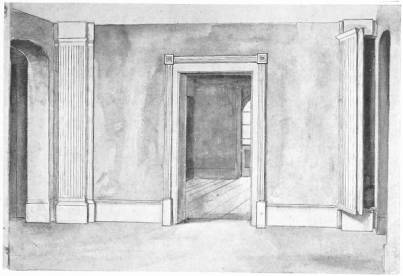
柱に隠し通路がある。
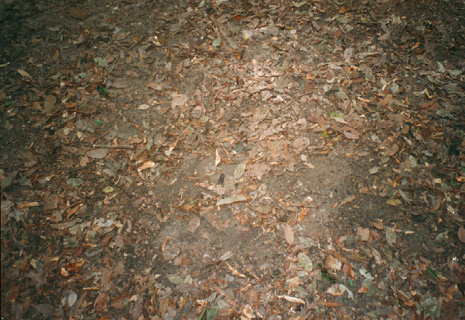
ベトナム戦争時に使われたクチの地下道の入り口
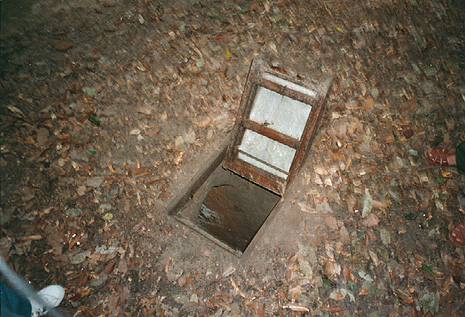
開いた状態
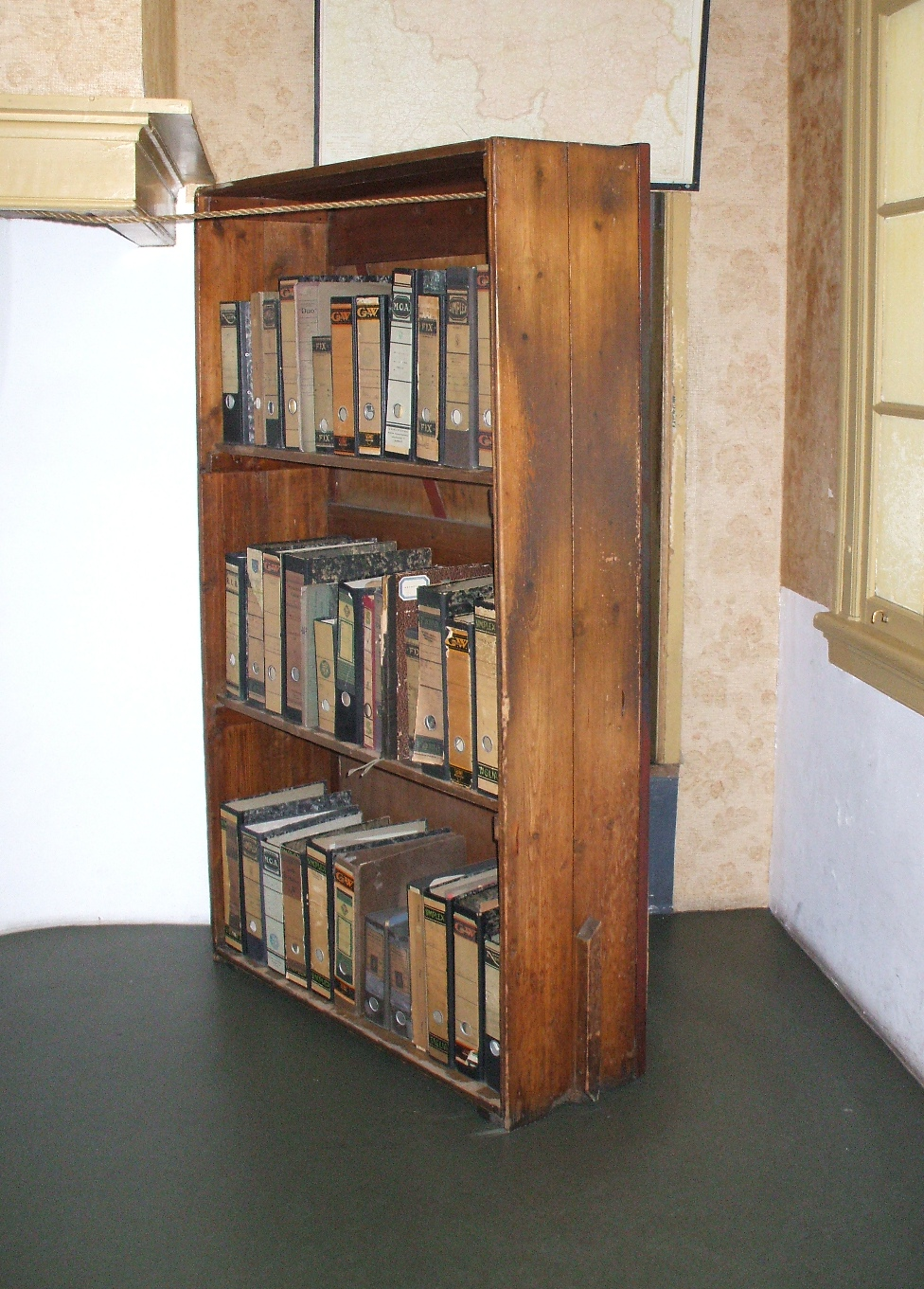
アンネ・フランクの家から隠れ家（裏側の建物）に通じる入口を隠した回転式の本棚
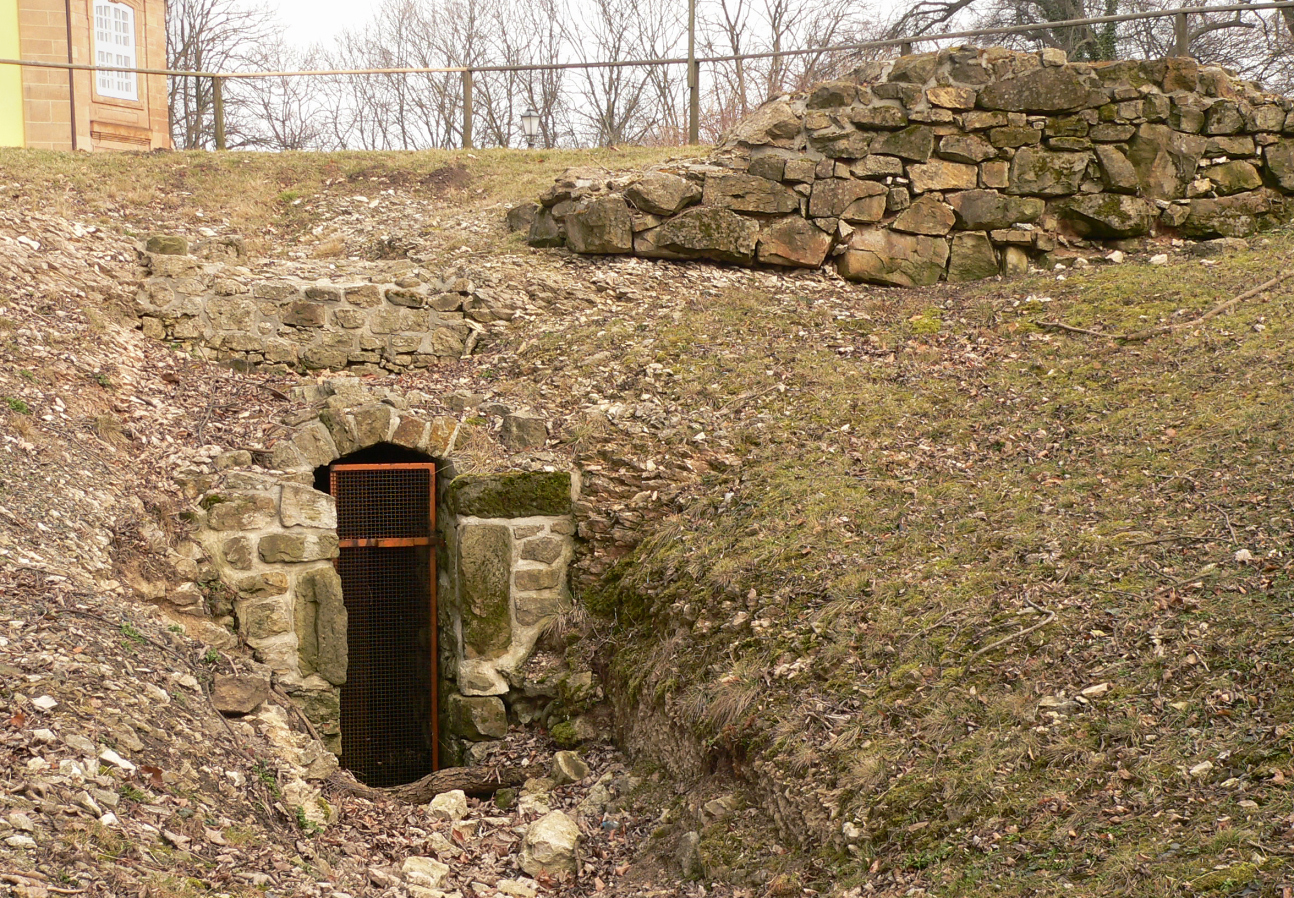
2005年に発見されたリーベンブルグ城（ドイツ語版）の秘密通路
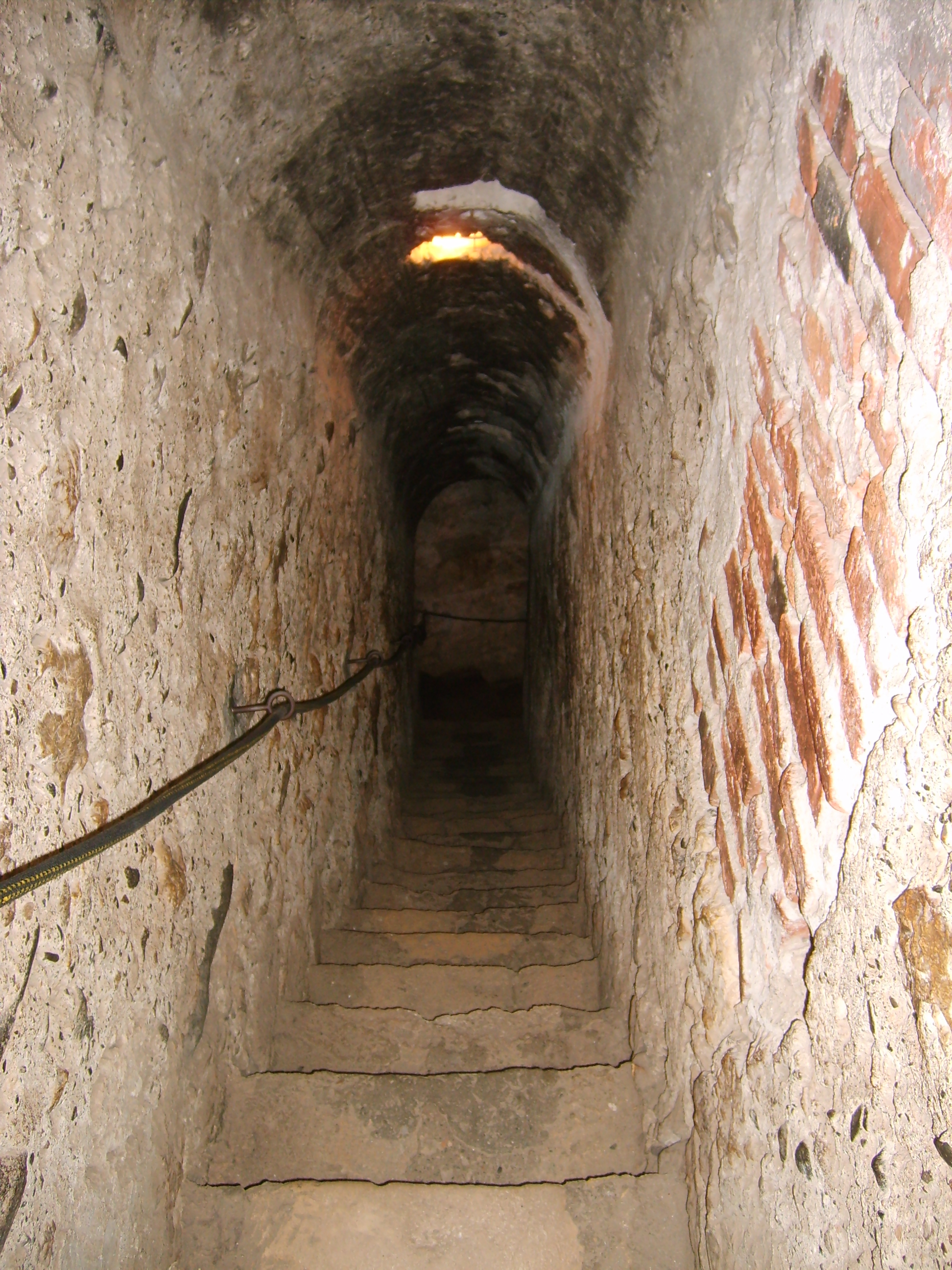
ブラン城の隠し通路

## 隠し通路の先にある施設
- 秘密基地
- セーフルーム

宗教
流派や宗教間で、たびたび迫害などが行われたことから、隠れる場所が作られた。
- プリースト・ホール - イングランドで法律によってカトリックが迫害された時期に造られた。
- 秘密教会（英語版）(アムステルダム屋根裏教会（英語版）など)
- 地下都市 - カッパドキアでは、迫害された人間達が作った地下都市がいくつもあり、危機が迫ると丸い石の扉で入り口を塞ぎ籠城した。21世紀に至っても、ネヴシェヒルの城（tr）周辺の工事で再発見されたりもしている[13]。